# دانييلا كازانوفا
دانييلا كازانوفا هي لاعب كرة مضرب سويسرية، ولدت في 14 مايو 1984 في Altstätten ‏ في سويسرا.

## وصلات خارجية
- دانييلا كازانوفا على موقع رابطة محترفات التنس (الإنجليزية)
- دانييلا كازانوفا على موقع الاتحاد الدولي لكرة المضرب (الإنجليزية)
- دانييلا كازانوفا على موقع كأس بيلي جين كينغ (الإنجليزية)
- دانييلا كازانوفا على موقع خلاصة التنس.كوم (الإنجليزية)